# Impossible (singel Edyty Górniak)
Impossible – pierwszy singel promujący album "Invisible" Edyty Górniak, wydany w 2003 roku.

## "Impossible"
- muzyka/słowa: T. Ackerman/A. Watkins/P.Wilson
- produkcja: ABSOLUTE
- mix: Jeremy Wheatley TOWNHOUSE MANAGEMENT
- programowanie: ABSOLUTE
- chórek: Tracy Ackerman i Edyta Górniak

## Oficjalne wersje utworu
1. Impossible (Album Version) (4:17)
2. Impossible (Single Version) (4:15)
3. Impossible (Paradise City Radio Mix) (3:59)
4. Impossible (Roy Malone King Mix - Edit) (3:36)
5. Impossible (Kelly Pitiuso Dub Mix) (6:09)
6. Impossible (Paradise City Club Mix) (6:56)
7. Impossible (Milk & Sugar Dub Mix) (7:26)
8. Impossible (Roy Malone King Mix) (6:03)

## Teledysk
Do utworu "Impossible" został nagrany teledysk. Reżyser Dominic Anciano.